# JR東日本E501系電車
E501系電車（E501けいでんしゃ）は、1995年（平成7年）に登場した、東日本旅客鉄道（JR東日本）の交直流通勤形電車である。
常磐線の輸送改善用として、日本初の交流直流両用の通勤形電車として製造された。209系電車を基本に設計した車両で、常磐線の交流電化区間はもとより交流直流両用車両としても初の4扉車である。使用線区の性格や交流直流両用のため、209系とは装備する電装品などに違いがある。

## 概要
当初は、403・415系のほかに上野 - 取手間で運用されていた103系の置き換えも視野に入れて開発されたが、1997年に常磐線取手以北の大幅な減便がなされたことや、当時取手以北で使用されていた403・415系などの3扉セミクロスシート車と比べ、E501系は4扉ロングシート車のため、ラッシュ時に混雑緩和など一定の効果はあったものの、通勤型として導入した経緯からトイレを設置しなかったことで、限定的な区間での運用に就くこととなっていたため、製造は終了した。

## 導入の経緯
常磐線では、東京への通勤圏が取手駅からさらに牛久、土浦方面に伸び、取手以北の利用者が増え続けてきたが、取手以北は石岡市にある気象庁地磁気観測所への観測障害を避けるために交流電化となっており、当時快速電車で使用されていた4扉ロングシートの103系は直流専用のため使用できなかった。直流電化区間を北に伸ばすことは前記した理由から不可能であり、既存の403・415系は1982年（昭和57年）以降にロングシート車である415系500番台や1500番台（ステンレス車）を導入したものの、ともに3扉車であるため、混雑時の対応には限界があった。
さらに、土浦市や牛久市の商工会議所や選出国会議員などが中心となった「県南常磐線輸送力増強期成同盟会」が常磐線「快速電車」の延伸という要望を当時の運輸省などに継続的に行っていた。これは沿線のイメージアップのために近郊形電車ではなく、4扉の通勤形電車を投入して欲しいという要望であった。これらの問題を総合的に解決するために導入されたのが本形式である。

## 構造
本項では落成当時の仕様について述べる。

### 車体
車体は、先頭部と台枠の一部を除いてステンレス鋼を使用した、209系と同様の軽量ステンレス構造を採用した。相違点としては、交直流両用で増える床下機器のための艤装スペースが必要になることから台車間距離を 13,300 mm から 13,800 mm に延長し、強度確保のため外板厚を 1.2 mm から 1.5 mm に変更した点である。先頭車後位の連結器はE217系と同様の衝撃吸収タイプを用いる。
車体帯は103系電車と同じ青緑1号で、腰板上部には白帯が入っている。
客室部の側窓は209系各区分と同様、車端部を除き固定窓を用いた。2006年（平成18年）9月から10月にかけて窓を開閉可能にする改造工事が施工された。
客用扉は片側4箇所に両開き式引き戸を設け、片側1箇所を残して締め切ることが可能な「3/4扉閉」スイッチを装備する。1995年製の編成は営業開始後に後付け改造したが、1997年製の編成は落成時から装備している。

### 車内
内装は209系と変わらないが、座席表地の配色が異なり、一般席は常磐線のラインカラーである中距離電車の青色を座面部分に、快速電車の緑色を背もたれ部分にそれぞれ採用している。
また、川崎重工業製の編成では車端部の座席脇にドア部分にある仕切りと同様のくぼみがある。つり革も209系と同一のものであるが、1997年製の編成以降は若干丸みを帯びた形状に変更された。
車内照明は直流電源による。デッドセクション通過時には自動的に蓄電池供給に切り替わるため、基本的に消灯しない（交直流切替が手動で行われる場合は、この限りではない）。また、電源切替時はドア上の電光掲示板が消灯する。製造年を示すものはシール式で全編成が和暦での表記とされている。

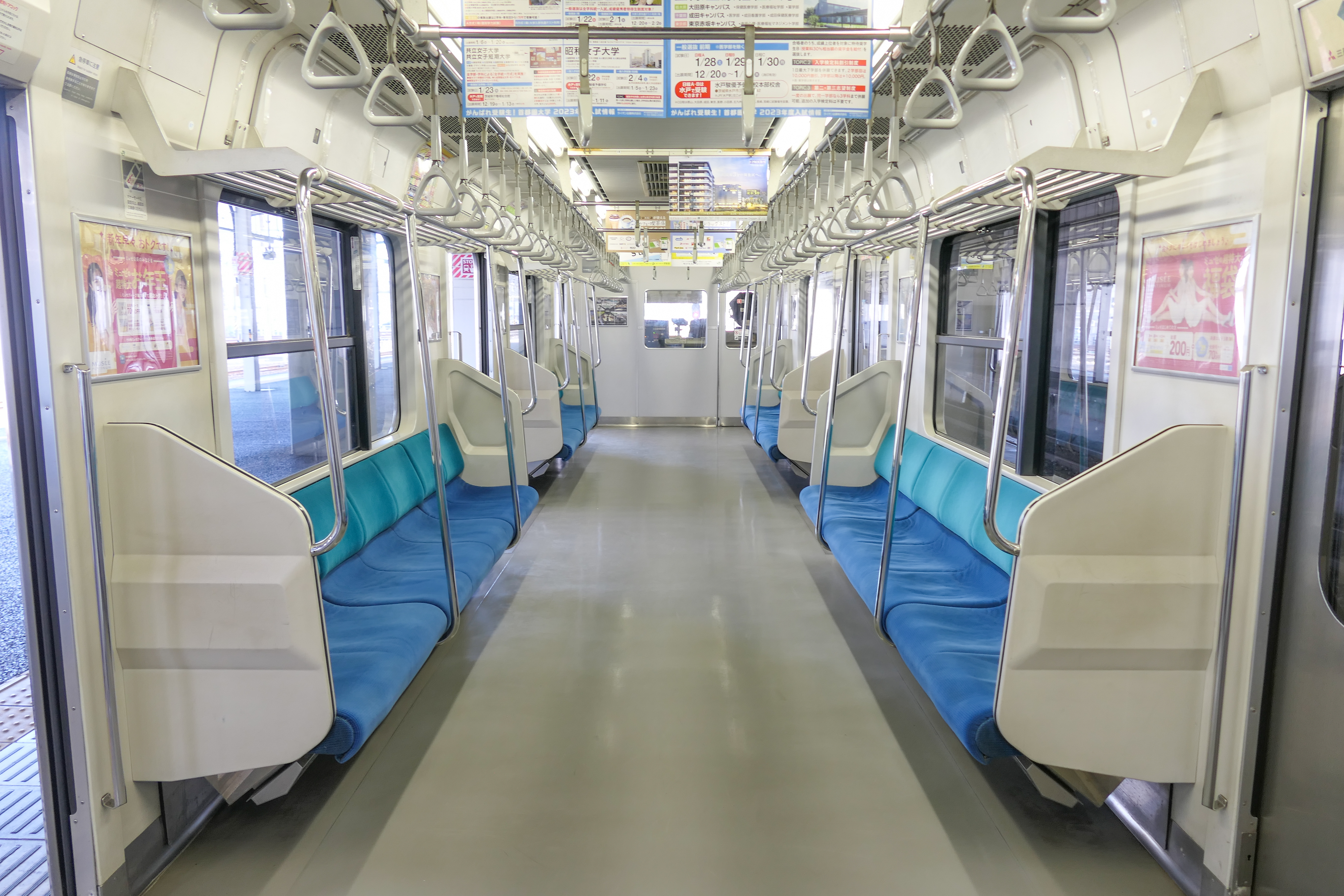
車内（クハE500-1002）
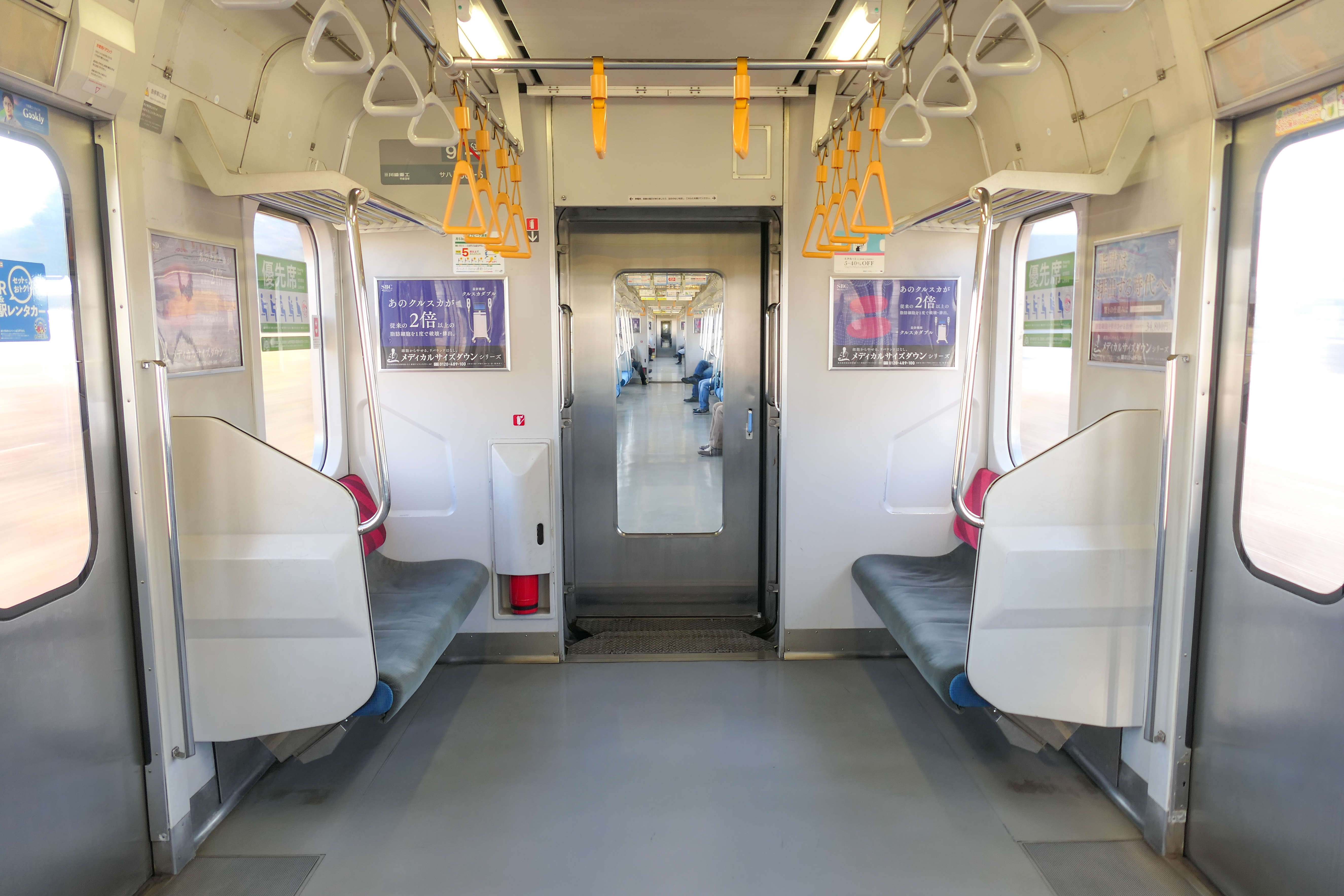
優先席付近（サハE501-6）
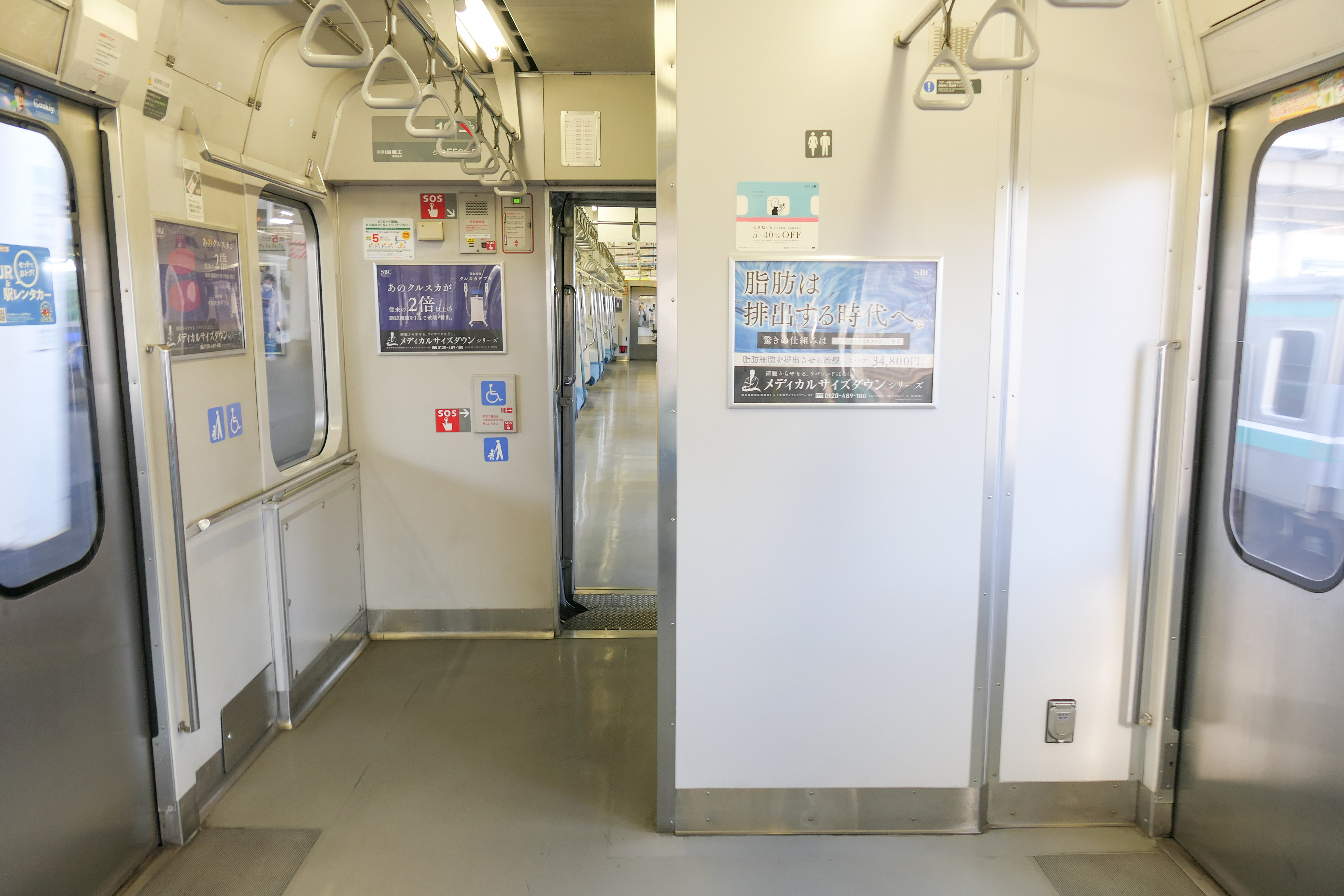
トイレと車椅子スペース付近（クハE501-2）
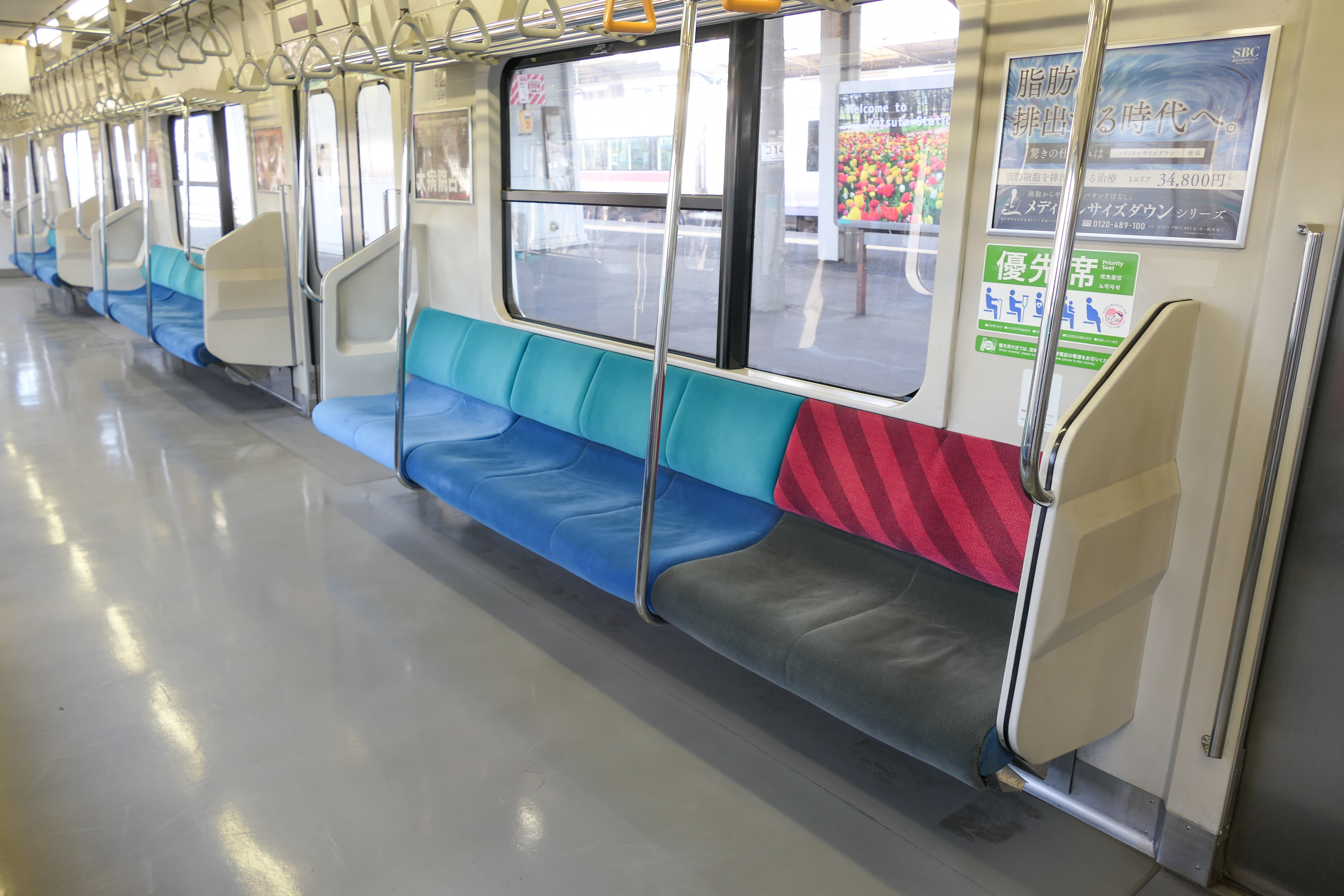
ロングシート（クハE501-2）
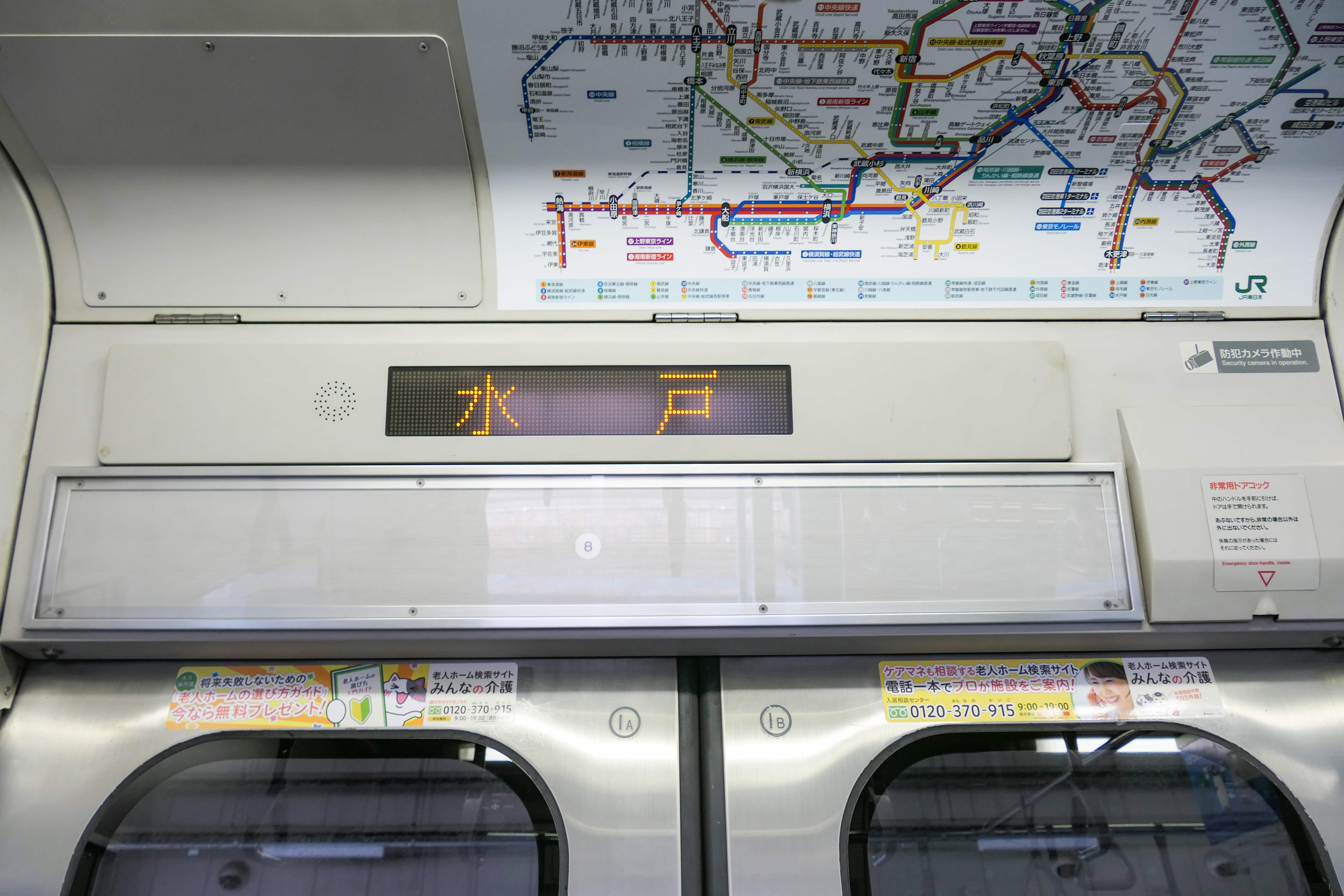
LED式の車内案内表示器（クハE500-1002）

### 主要機器

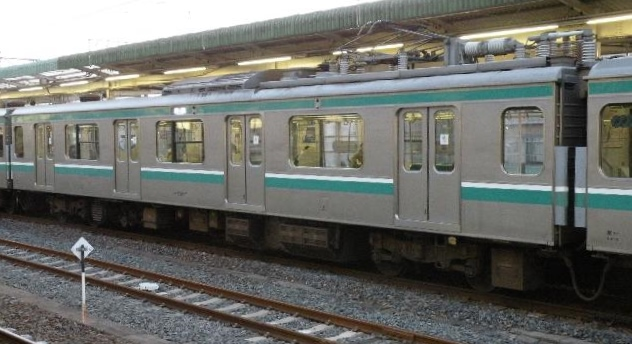
モハE501形のパンタグラフ搭載部分は屋根が少し低くなっている

直流区間と交流区間を隔てるデッドセクションでの主回路切替はATS-P地上子によって自動で行われる。手動切り替えも可能である。
基本的に電動車2両に主要機器を分散搭載するM1M2ユニットを採用し、M1車（モハE501形）には主変圧器、主変換装置、集電装置といった主回路機器を、M2車（モハE500形）には主変換装置の他に補助電源装置などの補機類を搭載するが、床下機器スペースの都合上で空気圧縮機はユニット上り側の付随車（クハE500形、サハE500形）に搭載される。主変圧器は1,212 kVAの容量を備え、交流20,000 Vを交流730 V（4巻線）に降圧する。
主変圧器は通風式を採用している。
制御装置はVVVFインバータを採用し、ドイツ・シーメンス製GTOサイリスタ素子によるCI3形主変換装置を採用していた。JRの在来線向け電車では唯一の採用例で、発車・停車時の磁励音は音階を奏でるような独特なものであった。また、停車時にも音階を奏でるような磁励音を出す車両は国内ではこの車両のみであった。本系列の起動加速度は2.0 km/h/sである（資料によっては2.05 km/h/s）。
主電動機は かご形三相誘導電動機 を用い、出力は209系の 95 kW から 120 kW に向上した。これは交流関連機器の搭載による自重増に対応するためである。最高速度120km/h を達成するため、歯車比はE217系同様16:97（≒1:6.06）である。
補機用の電源として、5両給電が可能な静止形インバータ（SC45、定格容量 210 kVA、AC 440 V,60 Hz）を5両当たり1基搭載する。補助電源装置の電源は主変圧器の3次巻線とすることが多いが、本形式の場合は主変換装置のPWMコンバータ出力を電源としている。
空気圧縮機は209系と同様のものであるMH3096-C1600Sスクリュー式を採用する。吐き出し容量は1,600 L/minである。
パンタグラフは菱形・PS29を採用した。但し後年にシングルアーム型に更新された。
台車は軸梁式の軸箱支持機構を備えるボルスタレス台車で、枕ばねに空気ばねを用いたJR東日本一般形電車の標準的な仕様である。209系で採用されたDT61・TR246をベースに、自重の増加による車軸の変更、歯車比の変更による駆動装置の変更（電動台車のみ）が施されたDT61C（電動台車）およびTR246D（付随台車）を装着する。基礎ブレーキは片押し式踏面ブレーキ（ユニットブレーキ）、付随台車のみ踏面ブレーキに加えて1軸1枚のディスクブレーキを併用する。ヨーダンパは準備工事に留められている。

## 編成表
|                       |          | ← 富岡小山・土浦 → |              |                  |               |                |              |              |                  |               |                |
| 10両編成 （基本編成） | 号車     | 10                 | 9            | 8                | 7             | 6              | 5            | 4            | 3                | 2             | 1              |
| 10両編成 （基本編成） | 形式     | クハE501 (Tc)      | サハE501 (T) | ＞ モハE501 (M1) | モハE500 (M2) | サハE500 (T)   | サハE501 (T) | サハE501 (T) | ＞ モハE501 (M1) | モハE500 (M2) | クハE500 (Tc') |
| 10両編成 （基本編成） | 搭載機器 | BT                 |              | MTr,CI           | CI,SIV        | CP             |              |              | MTr,CI           | CI,SIV        | CP,BT          |
| 10両編成 （基本編成） | 車両重量 | 25.5t              | 22.5t        | 34.2t            | 31.8t         | 23.4t          | 22.5t        | 22.5t        | 34.2t            | 31.8t         | 26.1t          |
| 10両編成 （基本編成） | K701     | 1                  | 2            | 2                | 2             | 1              | 3            | 4            | 3                | 3             | 1001           |
| 10両編成 （基本編成） | K702     | 2                  | 6            | 5                | 5             | 2              | 7            | 8            | 6                | 6             | 1002           |
| 10両編成 （基本編成） | K703     | 3                  | 10           | 8                | 8             | 3              | 11           | 12           | 9                | 9             | 1003           |
| 10両編成 （基本編成） | K704     | 4                  | 14           | 11               | 11            | 4              | 15           | 16           | 12               | 12            | 1004           |
| 5両編成 （付属編成）  | 号車     | 5                  | 4            | 3                | 2             | 1              |              |              |                  |               |                |
| 5両編成 （付属編成）  | 形式     | クハE501 (Tc)      | サハE501 (T) | ＞ モハE501 (M1) | モハE500 (M2) | クハE500 (Tc') |              |              |                  |               |                |
| 5両編成 （付属編成）  | 搭載機器 | BT                 |              | MTr,CI           | CI,SIV        | CP,BT          |              |              |                  |               |                |
| 5両編成 （付属編成）  | 車両重量 | 25.5t              | 22.5t        | 34.2t            | 31.8t         | 26.1t          |              |              |                  |               |                |
| 5両編成 （付属編成）  | K751     | 1001               | 1            | 1                | 1             | 1              |              |              |                  |               |                |
| 5両編成 （付属編成）  | K752     | 1002               | 5            | 4                | 4             | 2              |              |              |                  |               |                |
| 5両編成 （付属編成）  | K753     | 1003               | 9            | 7                | 7             | 3              |              |              |                  |               |                |
| 5両編成 （付属編成）  | K754     | 1004               | 13           | 10               | 10            | 4              |              |              |                  |               |                |

- 先頭車は基本編成10号車と付属編成1号車は電気連結器付で0番台であるが、基本編成の1号車と付属編成5号車は電気連結器なしで1000番台に区分されている。
- 車両重量は落成時のものである。

- MTr（Main-Transformer）：主変圧器
- CI（Converter・Inverter）：主変換装置（コンバータ装置+VVVFインバータ装置）
- SIV：補助電源装置（静止形インバータ）
- CP：空気圧縮機
- BT：蓄電池

## 改造

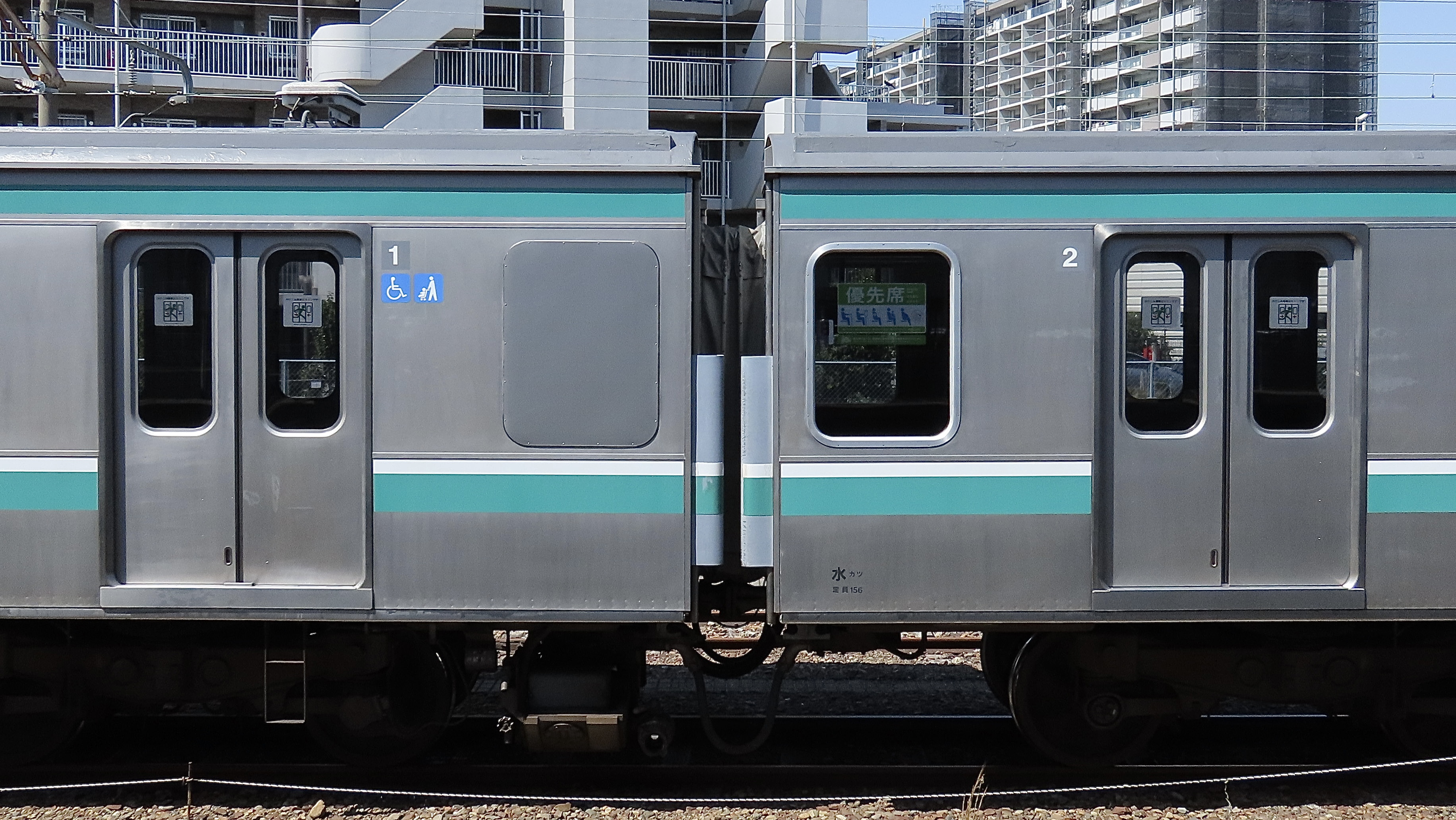
車端のトイレ設置部
側窓を埋めている

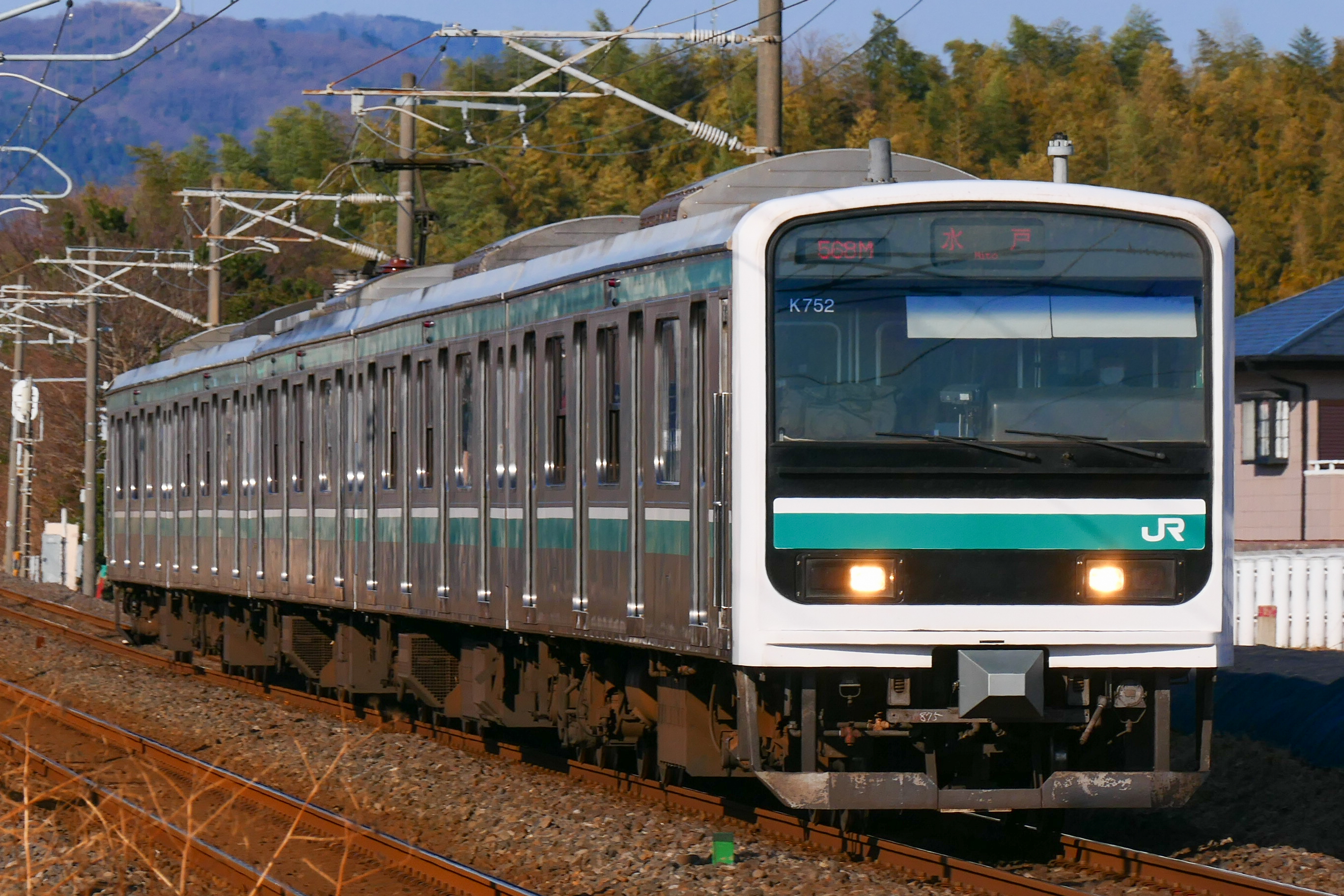
前面方向幕が3色LED化されたK752編成

K752編成の側面LED

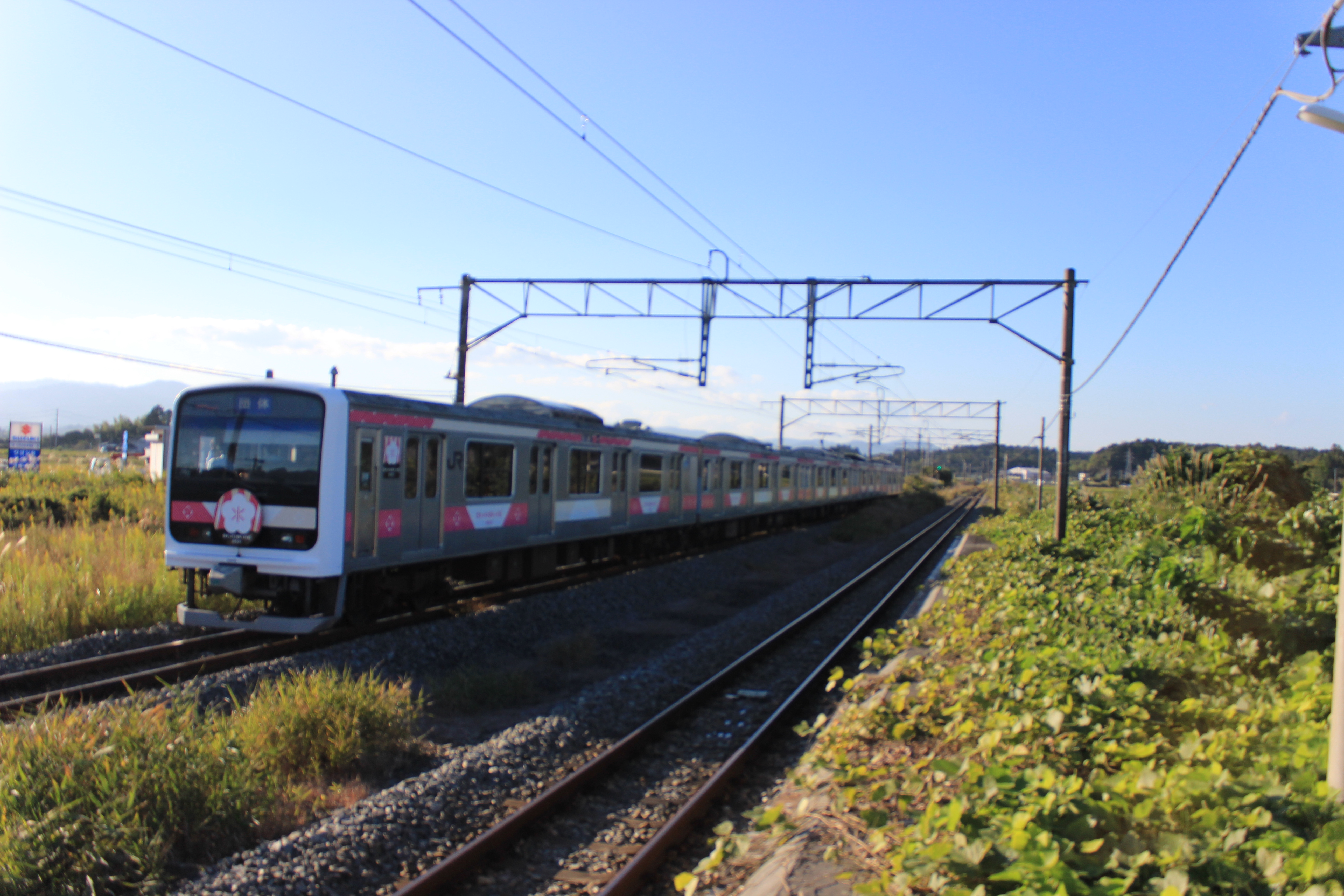
E501 SAKIGAKE
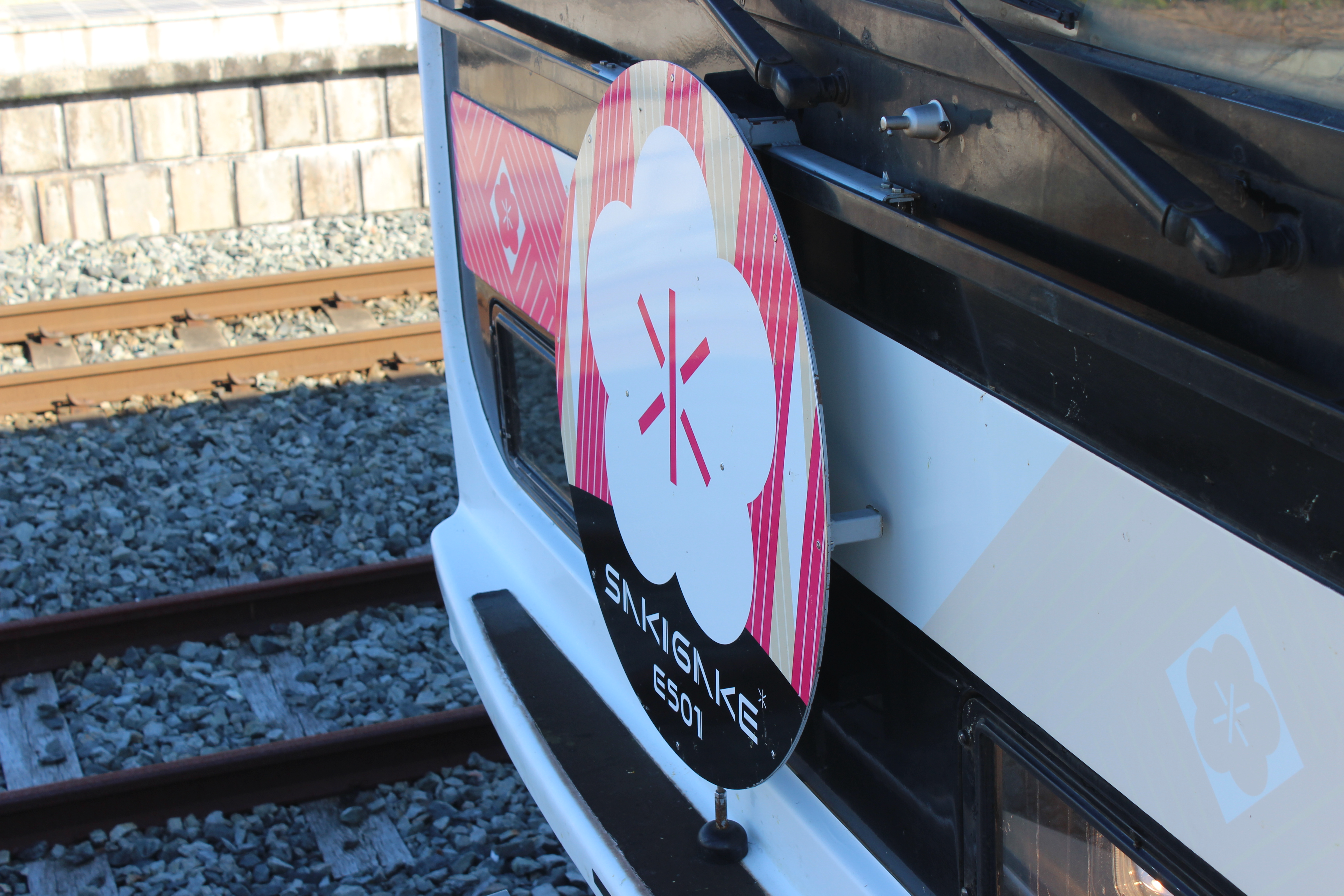
ヘッドマーク
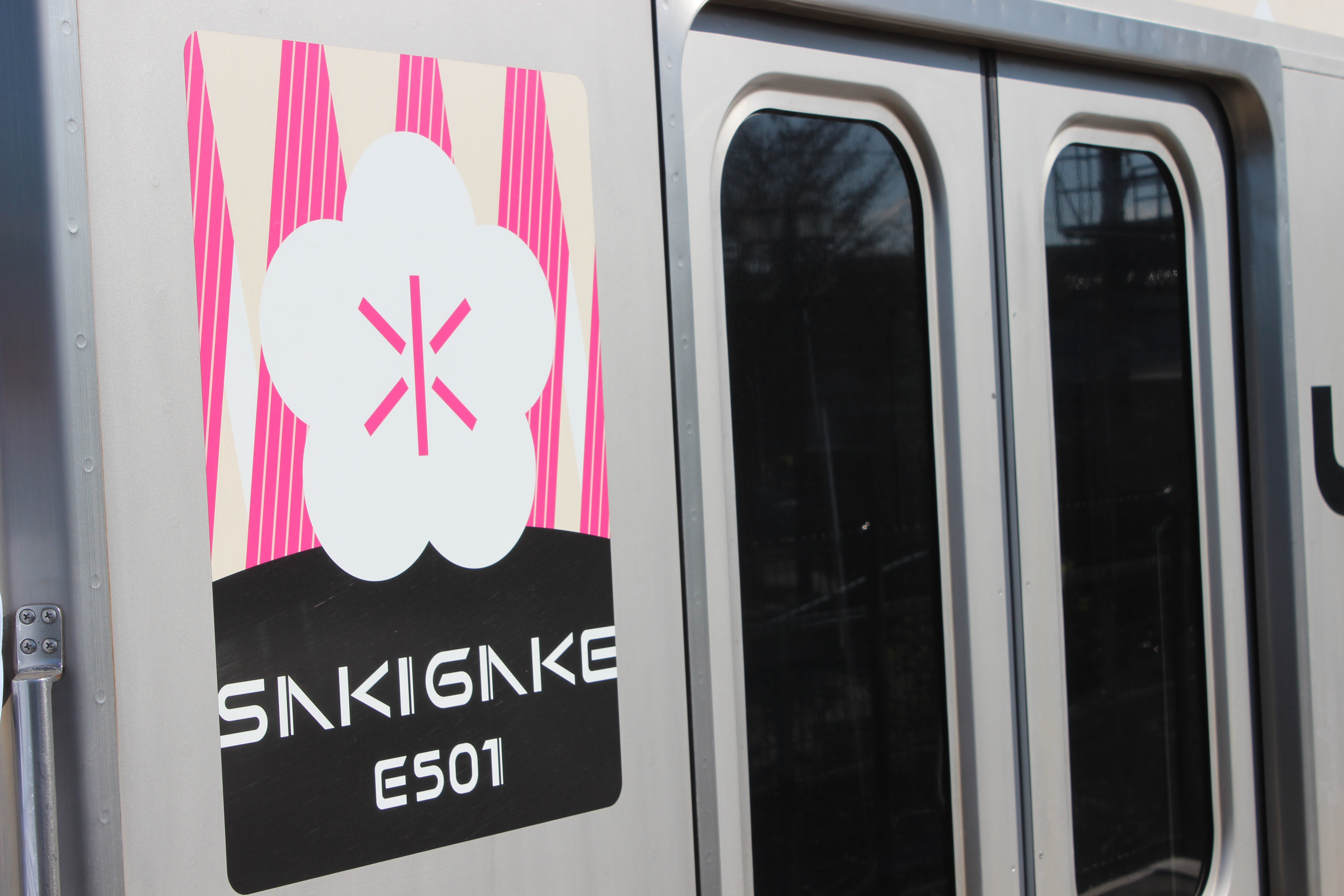
ロゴマーク
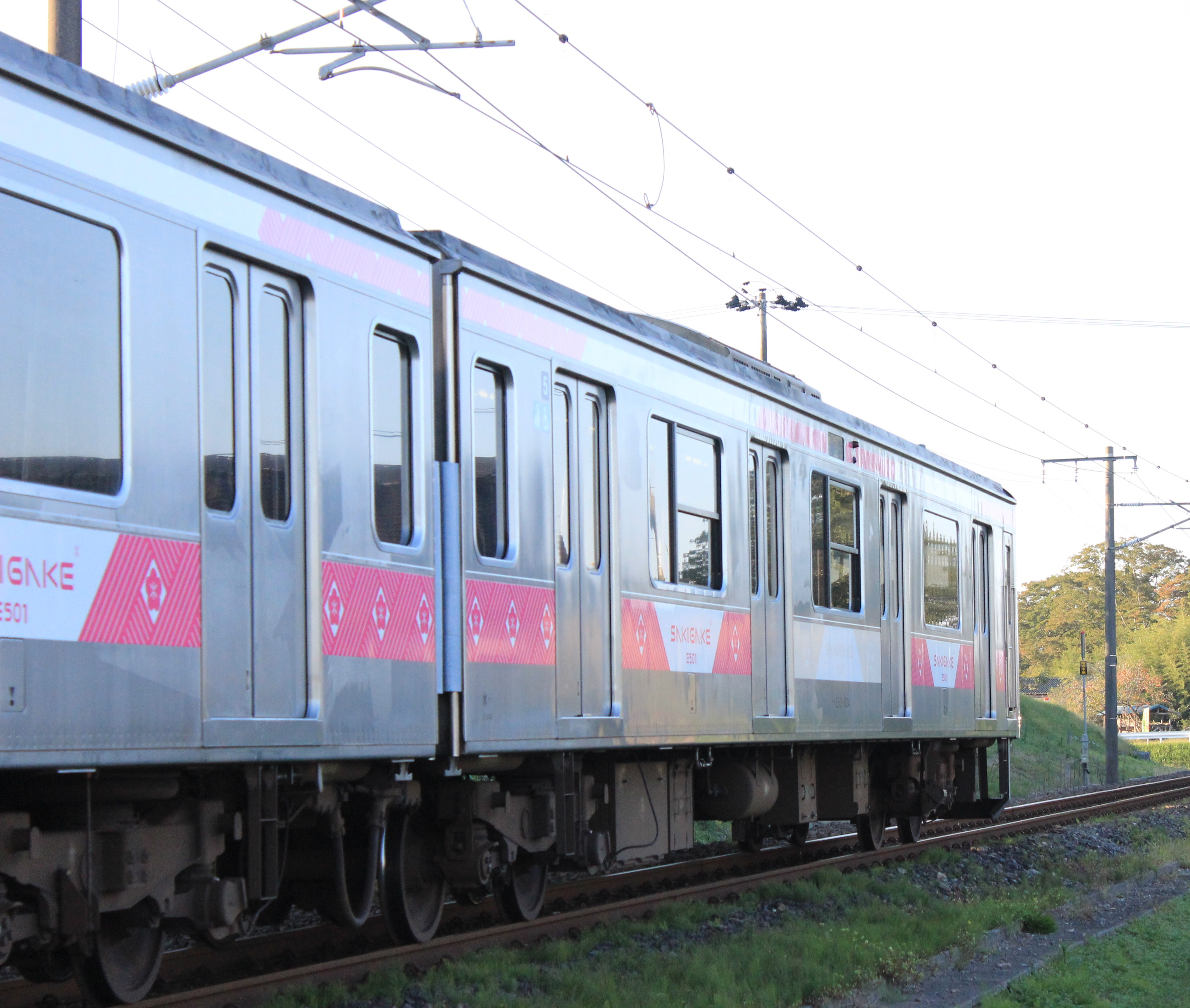
5号車外観

自動放送の導入
2003年（平成15年）10月より車内自動放送が導入され、2007年3月までにE531系に準じる放送に変更されるなど数度の更新が行われている。
トイレの設置工事
全編成ともトイレは設置されていなかったが、2007年3月ダイヤ改正での運用区間変更に伴い、2006年10月 - 2007年2月にかけて基本編成の1・10号車および付属編成の1号車にバリアフリー対応の循環式トイレが設置された。
機器更新
前述の通り、落成当初はシーメンス製のGTO素子VVVFインバータを搭載していたが、信頼性の問題から、5両の付属編成は2007年に、10両の基本編成は2012年に、それぞれ東芝製IGBT素子の制御装置に更新された。
パンタグラフのシングルアーム化
2014年（平成26年）12月から2015年（平成27年）1月にかけて全ての付属編成がシングルアーム形のPS37Aに交換された。基本編成も2015年2月より交換工事が進められ、基本・付属編成の交換が完了した。
方向幕の3色LED表示化
2019年（平成31年）3月から、K701・K752編成の行先表示器が幕式から3色LED式となった。同時に側面の行先表示器は行先に加えて路線名を表示するようになった。
「E501 SAKIGAKE」への改造
2023年（令和5年）10月にJR東日本は本形式を改造し、イベント列車「E501 SAKIGAKE」として新たに運用を開始すると発表した。付属編成のK754編成を対象に、側面の色は紅梅や白梅をイメージしたピンクや白色に刀の柄糸をイメージしたデザインとし、車内はロングシートのまま飲食に配慮して握り棒付近にテーブルを設置している。また、車内で冷たい飲み物を提供するために冷蔵庫を装備する。
2023年11月23日に水戸駅 - 結城駅間で「水戸線地酒列車」として運用を開始した。
2024年10月13日に『復興 浜通り酒巡り号』がいわき - 原ノ町で運転され、改造後初めていわき以北に入線した。
常磐線水戸周辺と、水戸線を中心に臨時列車として運転されている。
- E501 SAKIGAKE
- ヘッドマーク
- ロゴマーク
- 5号車外観

## 車歴表
- 製造…川重：川崎重工業、東急：東急車輛製造
- 配置…勝田：勝田車両センター[注 2]

## 改造歴
- 改造所…郡山：郡山総合車両センター

## 運用

### 2007年3月改正まで

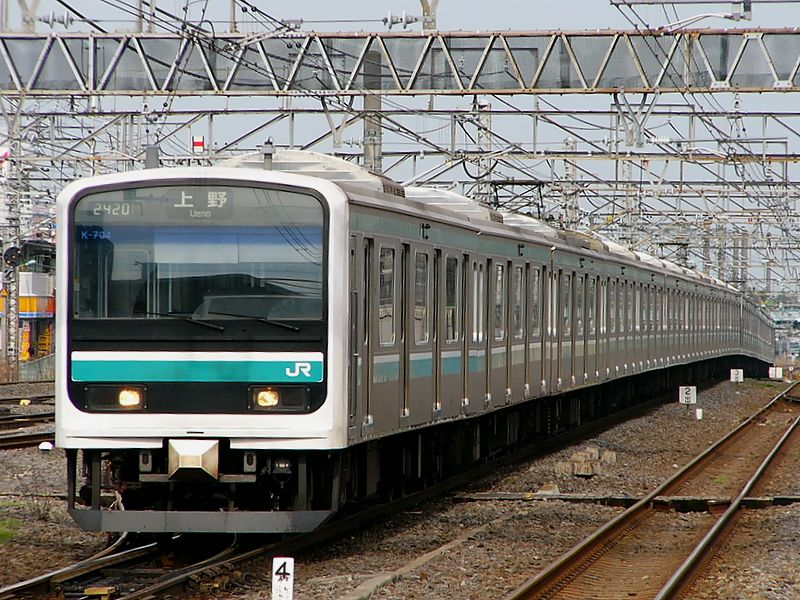
上野 - 土浦間で運用されていた頃の基本・付属編成を併結した15両編成
（2003年4月26日 我孫子駅）

1995年に基本10両編成と付属5両編成各1本が、1997年に基本10両編成と付属5両編成各3本の計60両がそれぞれ川崎重工業で10両編成3本と5両編成2本、東急車輛製造で10両編成1本と5両編成2本がそれぞれ製造され、勝田電車区（当時）に配置された。1995年12月1日から、常磐線上野 - 土浦間で営業運転を開始し、普通列車（取手 - 上野間は快速）のみに使用された。日中の運用は10両編成で統一されていた。
上野 - 土浦間の行先表示器には2006年（平成18年）3月17日まで運転されていた通勤快速の表示は用意されていたが、2005年（平成17年）7月9日から運行開始した特別快速はE531系限定運用とされたこともあり、用意されなかった。また、快速の表示も用意していたが、定期列車としては取手以南の快速運転区間でも通常は終着駅名を表示していた。また、土浦以北の駅名は神立、友部、水戸、勝田の表示が用意されていた。
車内の停車駅案内図は、上野 - 土浦間の普通列車の停車駅と、取手 - 北千住間の各駅停車の駅を掲示していた。この当時は、「■普通」と「■各駅停車」が並んで掲載されるものであった。2004年（平成16年）10月16日以降は、取手以南で「快速」と案内されることとなったため、「■土浦 - 取手間 普通 取手 - 上野間 快速」としたものに取り替えられた。
朝ラッシュの最混雑時間帯である土浦駅発上り6 - 7時台の列車には、2005年7月9日ダイヤ改正より運用を開始した同じ4扉車・E531系と共にほぼ集中的に投入され、取手駅からのE231系0番台と共に乗車位置統一や収容力向上、および列車遅延防止が図られた。
10両+5両の分割編成であるが、着席サービスの向上を図るため、本系列の運用列車は検査時の415・E531系による代走も含め（営業運転開始当時を除き、後のダイヤ改正以降）終日15両編成で運転されていた。ただし、検査などで勝田車両センターに回送される際は、土浦 - 勝田間の構内有効長の関係から、10両編成と5両編成に分割して回送されていた。
予備編成がないため、取手駅以北で 120 km/h 運転が可能な本系列の限定運用と403・415系で代走可能な運用とに分けられていた。実際に検査や整備などで403・415系が代走する際は交流区間各駅で代走期間と該当する時刻の4扉車が3扉車に変更される旨が表示されていた。同じ4扉車で 130 km/h 運転が可能なE531系が2005年に登場したことや転用対応の改造工事開始に伴いE531系による代走の機会が増加し、本系列は2007年2月21日を最後に常磐線土浦以南での所定運用を終了した。

### 2007年3月改正以降

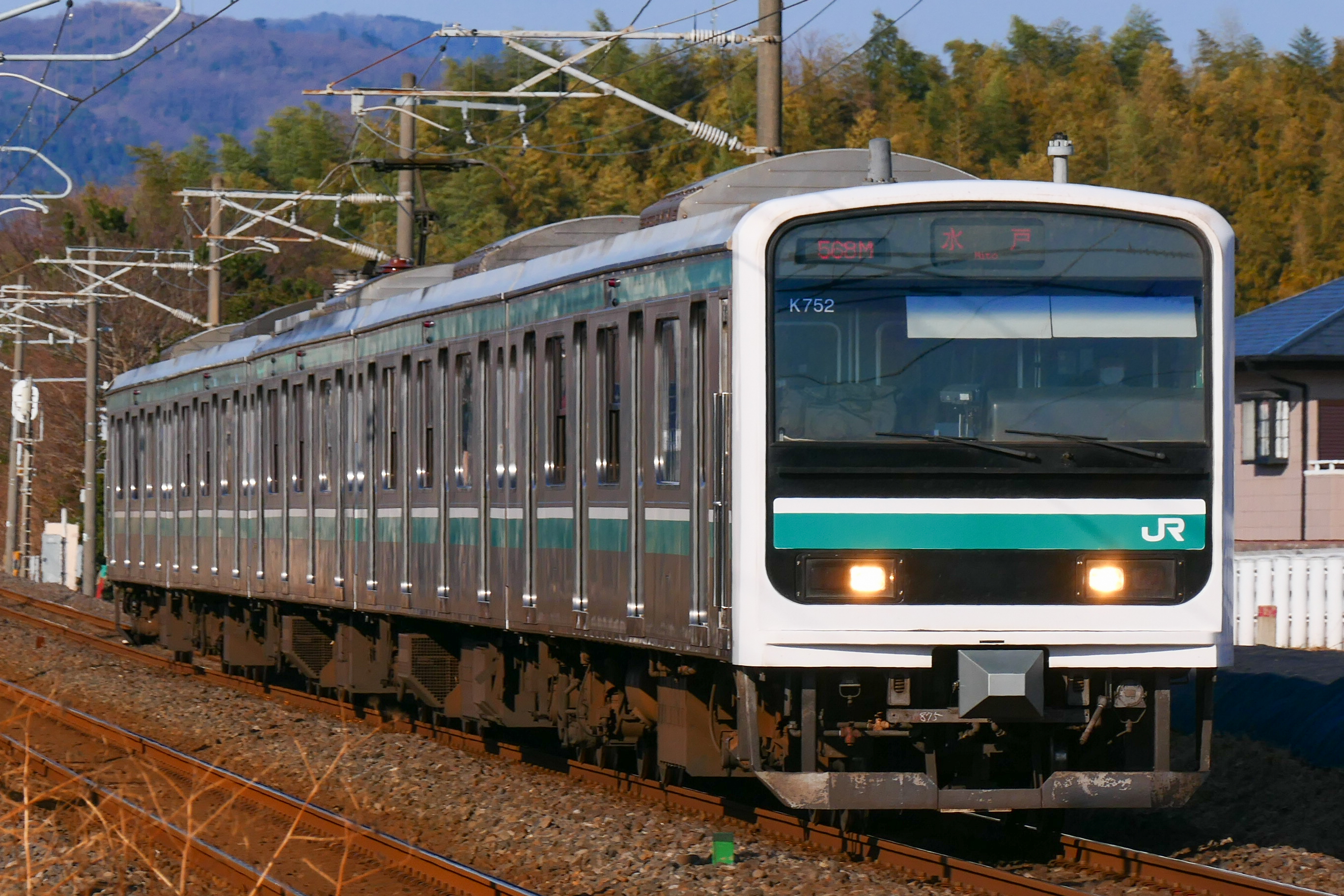
5両で運用される更新後の付属編成
（2023年1月9日 常陸多賀駅 - 大甕駅間）

2007年（平成19年）3月18日のダイヤ改正後、上野駅発着の常磐線中距離列車は全列車がグリーン車を連結したE531系で運行されるようになった。それに伴い、この時点で本系列の運用区間は以下の通りに変更された。
基本編成
- 常磐線（土浦 - 水戸 - いわき - 草野）

付属編成
- 常磐線（土浦 - 水戸 - いわき）
- 水戸線（小山 - 友部）

2017年10月14日ダイヤ改正以前の本系列による日中の土浦駅始発列車は、1番線に入線させる都合上、付属編成は荒川沖駅、基本編成は佐貫駅（現在の龍ケ崎市駅）まで回送列車として乗り入れていた。2017年10月14日のダイヤ改正でこの回送は廃止され、同時に付属編成は水戸線乗り入れを除く友部以南の運用が消滅した。
基本編成と付属編成は別運用となった。車内の停車駅案内図はE531系と同じものに交換された。実際には改正に先立つ2月27日から、K752編成が水戸線および常磐線友部 - 勝田間で営業運転を開始した。行先表示器は、従来前面が黒地白文字・側面が白地黒文字の幕式のものであったが、運用区間の変更に伴って青地白文字の幕に交換された。また、同時に車内自動放送はほぼE531系に準じたものに変更された（ただし、出口案内は追加されておらず、乗換案内のみのままである）ほか、後に車内LEDの表示変更などの更新（駅接近時の「まもなく ○○」の表示や、運行障害情報の表示）が実施されている。
2016年3月26日のダイヤ改正において付属編成（5両）の運用が見直され、付属編成に関しては水戸線（小山 - 友部 - 勝田間）のみの運用となったが、2017年10月14日のダイヤ改正で朝の1往復のみ水戸 - いわき間での運用が復活した。その後、2018年になって水戸線内の小山 - 小田林間の交直セクションで本系列の故障が頻発したことにより、9月5日から水戸線での運用を全てE531系に変更し、本系列は水戸駅以北での常磐線のE531系付属編成の運用を置き換えるようになった。これにより、新たに草野 - 富岡間での営業運転を開始した。なお、2019年3月16日のダイヤ改正で水戸線並びにいわき - 富岡間での運用を終了した（いわき - 草野間の回送は引き続き継続）。なお、常磐線は2020年3月14日に富岡 - 浪江間が再開し全線復旧したが、本系列はE531系と異なり半自動ドア装置がないため、引き続き土浦 - いわき間のみで運用となった。2024年3月16日のダイヤ改正で付属編成の運用が消滅した。土浦 - 水戸間の定期運用は2025年3月15日のダイヤ改正を以って終了した。
2022年4月23日-24日にはももいろクローバーZのイベントに合わせ、いわき - Jヴィレッジ間の臨時快速が本系列に設定された。
2023年11月3日に臨時列車「復興 浜通り酒巡り号」として、いわき - 相馬で運転されて、原ノ町以北のE501系初入線となった。

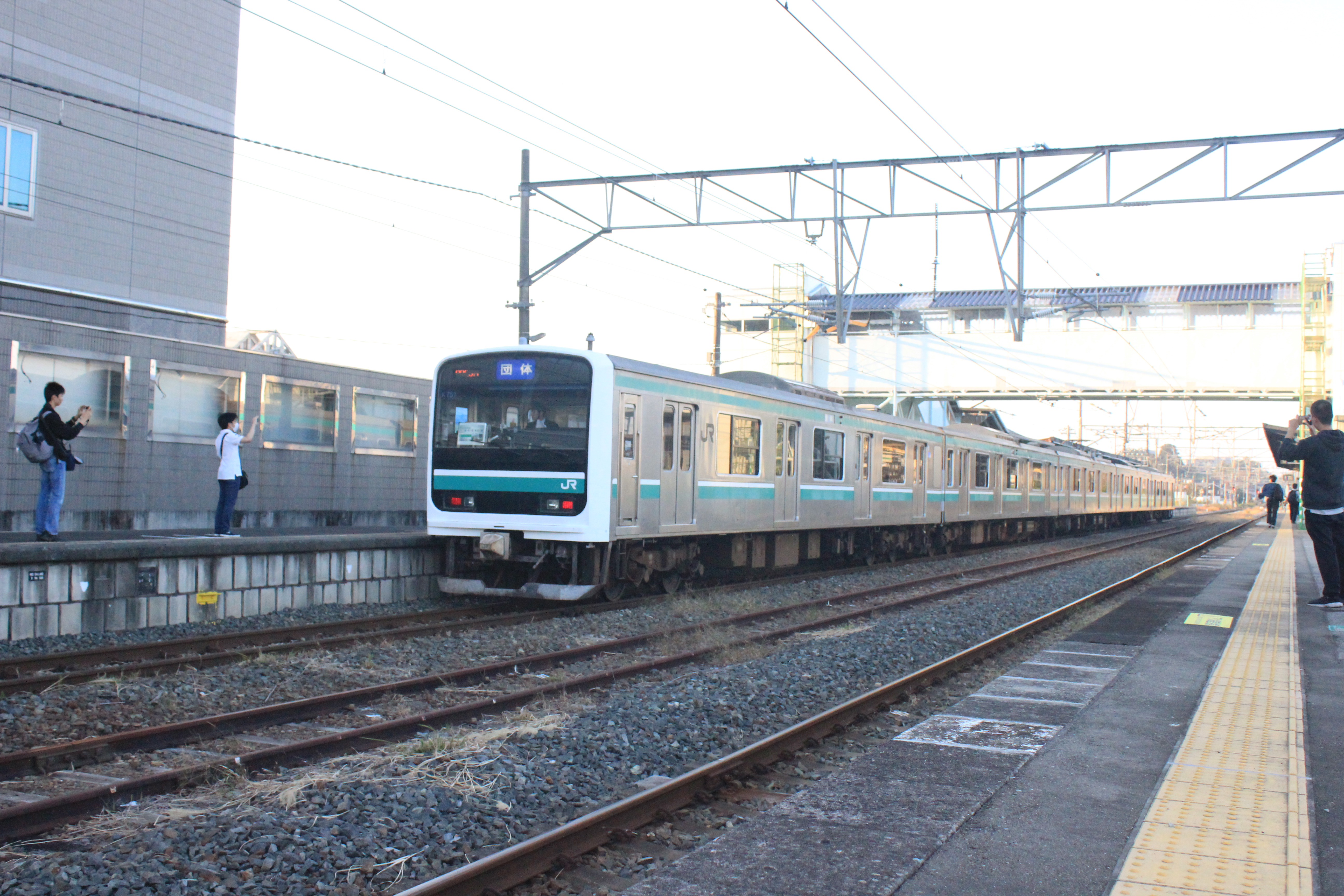
相馬駅停車中のE501系 K751編成

2024年12月8日 JR東日本水戸支社は、いわき駅改称30周年記念企画として、「常磐もの堪能列車」を運転。運転区間は、いわき（12:17発） - 原ノ町（14:44着）の片道。E501系5両「E501 SAKIGAKE」編成で運転。車内では、常磐線沿線の食材による料理・デザートなどが提供された